# Summa Theologiae

Summa theologica, 1596

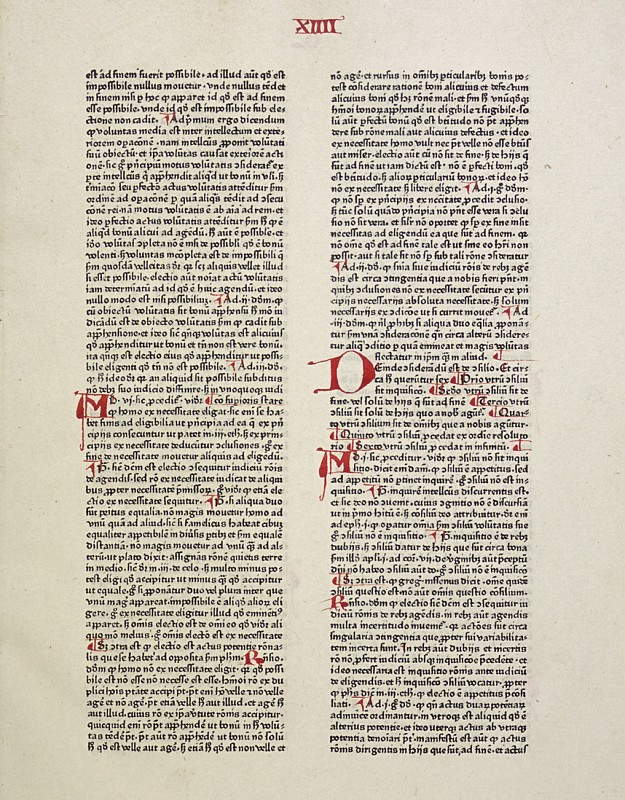
Summa Theologiae, pars secunda (kopia från 1471)

Summa Theologiae eller Summa Theologica eller endast Summa är den skolastiske filosofen Thomas av Aquinos huvudverk. Summa innehåller hans egentliga teologiska och filosofiska system, disponerat i en koncentrerad form.
I Summa försökte Thomas av Aquino att förena Aristoteles filosofi med den kristna teologin. Aristoteles tankar och skrifter hade spridits i Europa först på 1200-talet, mycket genom kommentarböcker av Averroës (1126–1198). Tankarna spreds under 1200-talet bland annat till Paris där de togs upp av universitetsläraren Siger av Brabant, där också Thomas av Aquino undervisade. Men där Siger av Brabant hade en mer radikal tolkning, averroism, försökte Thomas av Aquino jämka samman filosofin med kyrkans lära, vilket var syftet med Summa.

### Fotnoter
1. ↑  Sonneborn 2006, s.87, 92.
2. ↑  Aquinas 2000, s.9-11.